# 反町茂作
反町 茂作（そりまち もさく/しげさく、1888年（明治21年）10月10日 - 1962年（昭和37年）1月2日）は、日本の保険銀行事業家。

## 略歴
1888年、新潟県に生まれる。1911年（明治44年）、早稲田大学商科を卒業。反町新作商店に勤務。
1918年（大正7年）、日本郵船取締役（元ロンドン支店副支配人）であった根岸錬次郎発起の東京動産火災保険（東京市日本橋区道三ノ2）に入社。
1919年（大正8年）2月18日、専務取締役に就任。
1934年（昭和9年）11月19日、取締役社長根岸錬次郎辞任のため、社長に就任。
1944年（昭和19年）、東神火災保険を合併し、東京動産火災保険を大東京火災海上保険と改称した。
1952年（昭和27年）8月1日、三上英夫が取締役社長に就任し、反町は取締役会長となる。
1955年（昭和30年）、黄綬褒章受章。
1962年（昭和37年）1月2日死去。

## 家族
- 3女のたいは、1941年入社の三淵震三郎と結婚しており、その父三淵忠彦は、1948年に初代最高裁判所長官となった。[4]

- 父：反町茂平
- 母：反町トイ - 若月勝蔵四女。
- 妻：ムツ - 皆川良吉長女。
  - 長女：静子 [4]
  - 次女：美代子（みよ） [4]
  - 三女：妙子（たい）
  - 長男：城（誠一）
  - 四女：春子
  - 次男：譲二
- 弟：茂治
- 妹：マツ
- 弟：福造
- 妹：ハマ
- 弟：茂雄
- 弟：十郎
- 妹：ちゑ
- 叔父：新作
- 叔父：副七